# 鵝鑾里
鵝鑾里為臺灣屏東縣恆春鎮轄下之一里，也是全台灣地理位置最南的里。